# 青浦新城駅
座標: 北緯31度9分38.4秒 東経121度7分16.1秒 / 北緯31.160667度 東経121.121139度
青浦新城駅（せいほしんじょう）は中華人民共和国上海市青浦区に位置する上海地下鉄17号線の駅である。

## 歴史
- 2017年12月30日 - 開業。

## 隣の駅
上海軌道交通
■17号線
匯金路駅 - 青浦新城駅 - 漕盈路駅